# Синий бархат
«Си́ний ба́рхат» (англ. Blue Velvet) — американский эротический детективный триллер 1986 года, снятый Дэвидом Линчем в стиле неонуар. Название позаимствовано у одноимённой песни Бобби Винтона, неоднократно используемой в самой картине.
Считается одним из лучших фильмов 80-х, Американский институт киноискусства включил «Синий бархат» в списки 100 самых остросюжетных американских фильмов за 100 лет и 10 лучших американских фильмов в 10 классических жанрах.
Также эта картина оказала сильное влияние на дальнейшее творчество режиссёра, в частности на сериал «Твин Пикс».

## Сюжет
Студент Джеффри (Джефф) Бомон (Кайл Маклахлен), узнав об инсульте отца (Джек Харви), возвращается в родной город Ламбертон, штат Северная Каролина.
Идя домой из больницы, Джефф обнаруживает на пустыре отрезанное ухо. Придя в полицейский участок, он передает свою находку детективу Джону Уильямсу (Джордж Дикерсон). Также Джефф встречает его дочь Сэнди (Лора Дерн), с которой знаком с детства. Она рассказывает Джеффу, что с преступлением может быть связана лаунж-певица Дороти Валленс (Изабелла Росселлини). Джефф начинает собственное расследование. Прикинувшись дезинсектором, он проникает в квартиру певицы и тайком крадёт запасной ключ. Также в квартиру заходит неизвестный мужчина в жёлтом костюме («Жёлтый человек», Фред Пиклер), но, увидев Джеффа, быстро уходит.
Ночью, сидя в баре, Джефф и Сэнди присутствуют на выступлении Дороти, которая поет песню «Синий бархат». Потом они покидают бар и приезжают к дому, где живёт певица.
Джефф проникает в её квартиру, надеясь найти какие-либо улики. Но Дороти возвращается с выступления раньше, чем он ожидал, и Джефф прячется в шкафу. Однако та обнаруживает его и начинает соблазнять, делая ему минет.
Вскоре в квартиру заходит Фрэнк Бут (Дэннис Хоппер), бандит и наркоторговец. Джефф снова прячется в шкафу и становится свидетелем того, как Фрэнк насилует, избивает и сексуально унижает Дороти, при этом вдыхая из ингалятора неизвестный газ, и засовывает в рот кусок синего бархата. После чего уходит.
Как оказалось, Фрэнк использует артистку как сексуальную рабыню, держа в заложниках похищенных им членов её семьи — сына (Джон Джон Снайпс) и мужа (Дик Грин), которому для устрашения отрезал ухо.
Тайно Джефф завязывает сексуальные отношения с Дороти и параллельно пытается ухаживать за Сэнди. Он начинает слежку за Фрэнком и видит того с Жёлтым человеком. Во время одной из встреч с Дороти Джефф натыкается на Фрэнка и его банду. Схватив парня, они отправляются к знакомому Фрэнка — наркодилеру Бену (Дин Стокуэлл). Там же находятся схваченные муж и сын Дороти.
Затем Фрэнк отвозит Джеффа за город, там вместе со своими людьми унижает пленника и издевается над ним, после чего бандиты сообща жестоко избивают жертву, напевая песню «In Dreams» Роя Орбисона (которая для Фрэнка и его банды является своего рода фетишем).
Наутро избитый Джефф возвращается домой. Придя в полицейский участок, он видит того самого Жёлтого человека и понимает, что это продажный полицейский, который, находясь в сговоре с Фрэнком, крадёт для того конфискованные наркотики. Джефф рассказывает о преступлениях Фрэнка детективу Уильямсу.
Вечером Джефф идёт на свидание с Сэнди. На улице он находит полностью обнажённую, избитую Дороти, её увозят в больницу.
Джефф просит Сэнди рассказать о произошедшем её отцу, после приезжает в квартиру Дороти. Там он обнаруживает убитых Жёлтого человека и мужа певицы. Помня, что у Фрэнка в машине есть полицейское радио, Джеффри использует рацию Жёлтого человека, раскрывает свое точное местонахождение в квартире, говоря, что он в спальне, а вместо этого прячется в шкафу в гостиной. Когда прибывает Фрэнк, Джеффри устраивает засаду и убивает его из пистолета Жёлтого человека.
Детектив Уильямс накрывает криминальную империю Фрэнка.
В эпилоге показано, что состояние отца Джеффа улучшилось, сам же Джефф начинает встречаться с Сэнди, а Дороти воссоединяется с сыном.

## В ролях
- Кайл Маклахлен — Джеффри (Джефф) Бомон
- Изабелла Росселлини — Дороти Валленс
- Лора Дерн — Сэнди Уильямс
- Деннис Хоппер — Фрэнк Бут
- Джордж Дикерсон — детектив Джон Уильямс
- Хоуп Лэнг — миссис Уильямс
- Дин Стоквелл — Бен
- Присцилла Пойнтер — миссис Бомон
- Фрэнсис Бэй — тетя Барбара
- Джек Харви — Том Бомон, отец Джеффа
- Брэд Дуриф — Рэймонд
- Джек Нэнс — Пол
- Фред Пиклер — Желтый человек

## История создания
После коммерческого провала «Дюны» (1984) Линч хотел снять более «личную» картину, характерную для сюрреалистичного стиля. Однако многие крупные студии отказывались от сценария Линча из-за сексуальных сцен, демонстрации жестокости и насилия, но независимая студия De Laurentiis Entertainment Group, принадлежащая итальянскому продюсеру Дино Де Лаурентису, согласилась финансировать этот проект.
Первоначально фильм вызвал неоднозначную реакцию, но тем не менее он получил культовый статус и принёс Линчу вторую номинацию на премию «Оскар» за лучшую режиссуру. Также картина возобновила карьеру Денниса Хоппера и создала Изабелле Росселлини репутацию серьёзной актрисы.

## Символизм
Одной из главных тем фильма является осуждение рейгановской Америки. В прологе фильма показан быт жителей американской глубинки — «типичного рейгановского рая», но когда у отца Джеффа случается инсульт, камера приближается к ухоженной лужайке, пока не обнаруживается кучка роящихся чёрных насекомых, что символизирует собой мрачную и гнилую сущность на первый взгляд тихого и мирного маленького городка. Далее эта тема будет одним из главных мотивов сериала «Твин Пикс».
Также важную роль в фильме играет цвет: синие тона обозначают что-то прекрасное и иллюзорное, красные ассоциируются с тревогой и опасностью, бежевый цвет связан со спокойствием.
Отрезанное ухо, которое находит Джеффри, является ключевым элементом в фильме. Начав с показа крупного плана уха, камера углубляется в слуховой канал, далее следует череда злоключений в жизни Джеффа, и камера выходит из уха лишь в эпилоге картины, что означает счастливый финал.
Фильм смешивает психологический ужас и нуар; он стилистически навеян картинами Эдварда Хоппера.

## Награды и номинации
Фильм был удостоен на различных международных кинофестивалях 17 наград и 11 номинаций, в том числе:

### Награды
- 1987 — Международный фестиваль фантастических фильмов в Авориазе
  - Гран-при — Дэвид Линч
- 1987 — Премия Независимый дух
  - Лучшая актриса — Изабелла Росселлини
- 1987 — Премия Национального общества кинокритиков США
  - Лучший режиссёр — Дэвид Линч
  - Лучшая операторская работа — Фредерик Элмс
  - Лучший актёр второго плана — Деннис Хоппер
  - Лучший фильм

### Номинации
- 1987 — Премия Оскар
  - Лучший режиссёр — Дэвид Линч
- 1987 — Премия Золотой глобус
  - Лучший сценарий — Дэвид Линч
  - Лучший актёр второго плана — Деннис Хоппер
- 1987 — Премия Независимый дух
  - Лучший фильм
  - Лучший режиссёр — Дэвид Линч
  - Лучшая операторская работа — Фредерик Элмс
  - Лучший сценарий — Дэвид Линч
  - Лучший актёр — Деннис Хоппер
  - Лучшая актриса — Лора Дерн